# Liste der Monuments historiques in Mandres-sur-Vair
Die Liste der Monuments historiques in Mandres-sur-Vair führt die Monuments historiques in der französischen Gemeinde Mandres-sur-Vair auf.

## Liste der Objekte
| Bezeichnung | Beschreibung                                     | Standort                        | Kennzeichnung | Schutzstatus | Datum | Bild |
| ----------- | ------------------------------------------------ | ------------------------------- | ------------- | ------------ | ----- | ---- |
| Pietà       | Stein, farbig gefasst, Ende des 16. Jahrhunderts | in der Kirche St-Maurice (Lage) | PM88000526    | Classé       | 1961  |      |